# Pfarrkirche Heiligenkreuz am Waasen

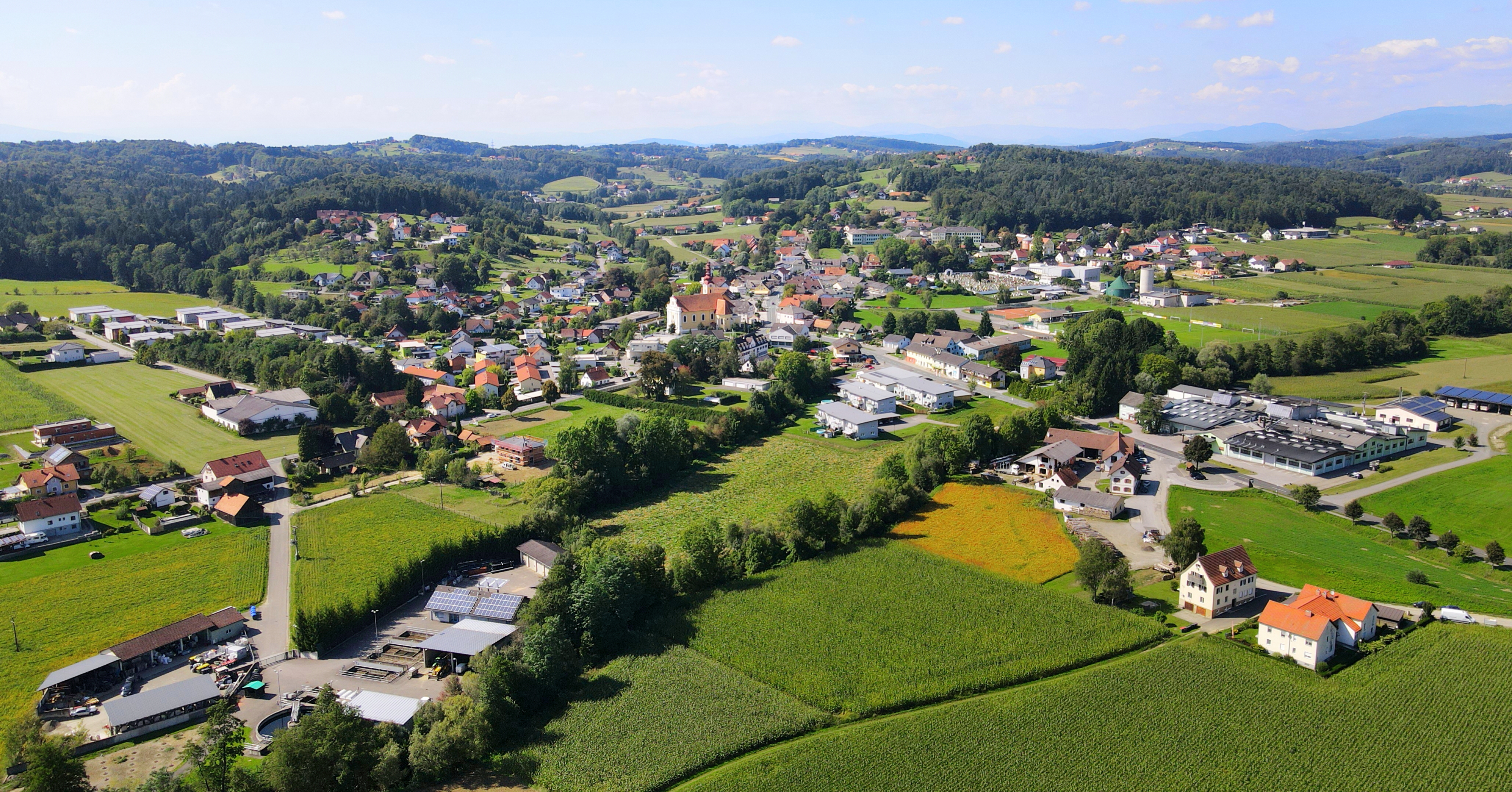
Katholische Pfarrkirche Heiliges Kreuz in Heiligenkreuz am Waasen

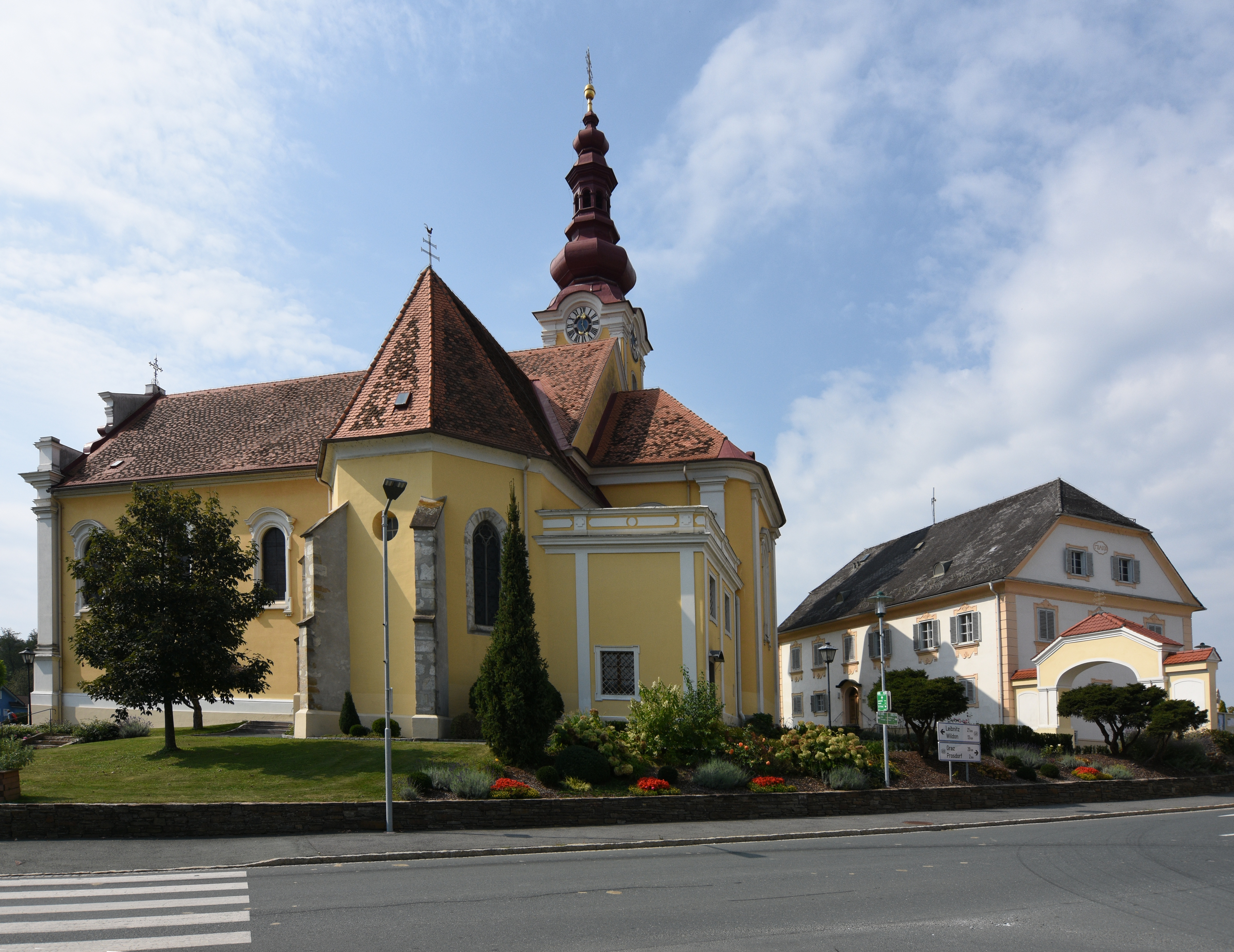
Der gotische Chor mit Strebepfeilern

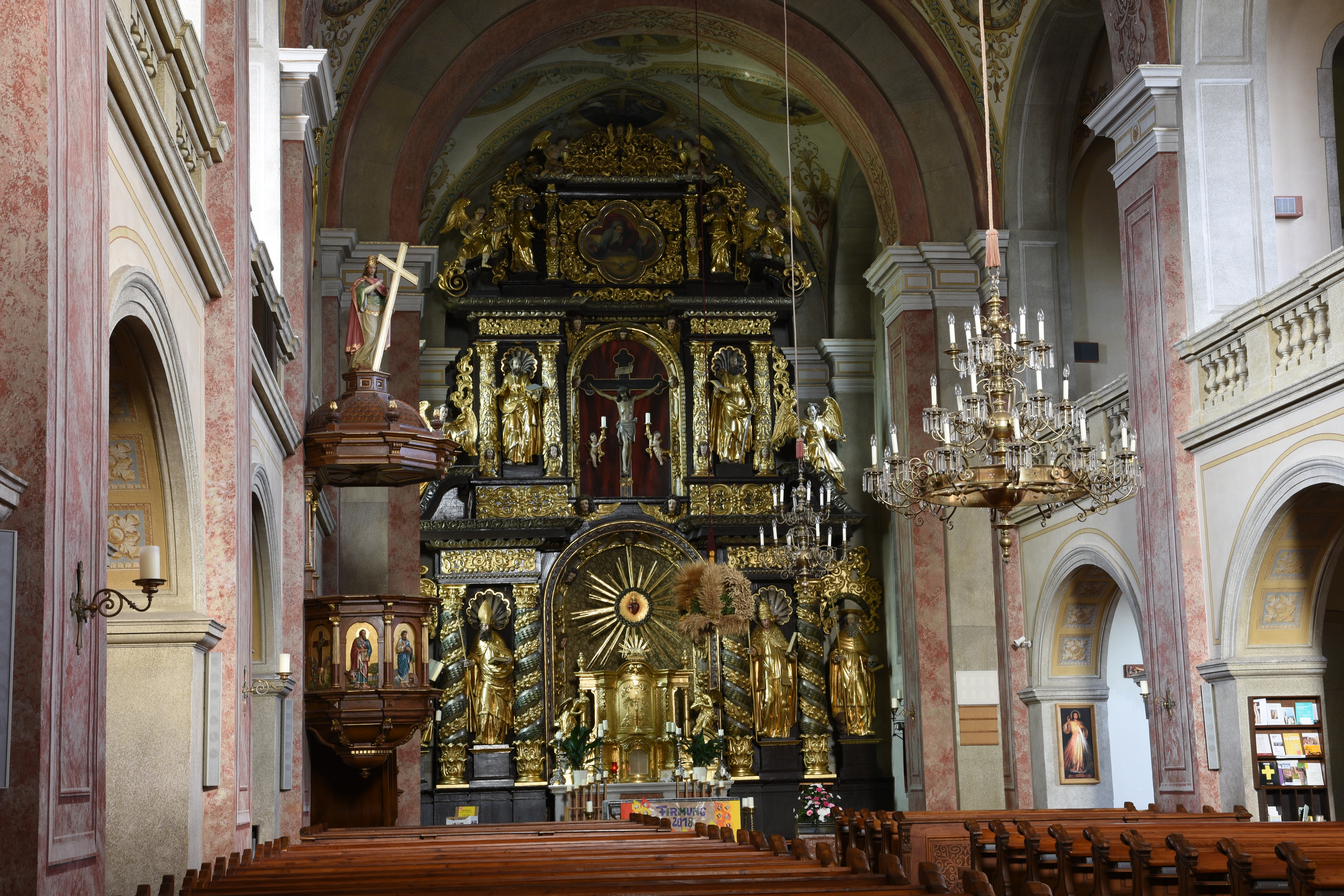
Langhaus, Blick zum Chor

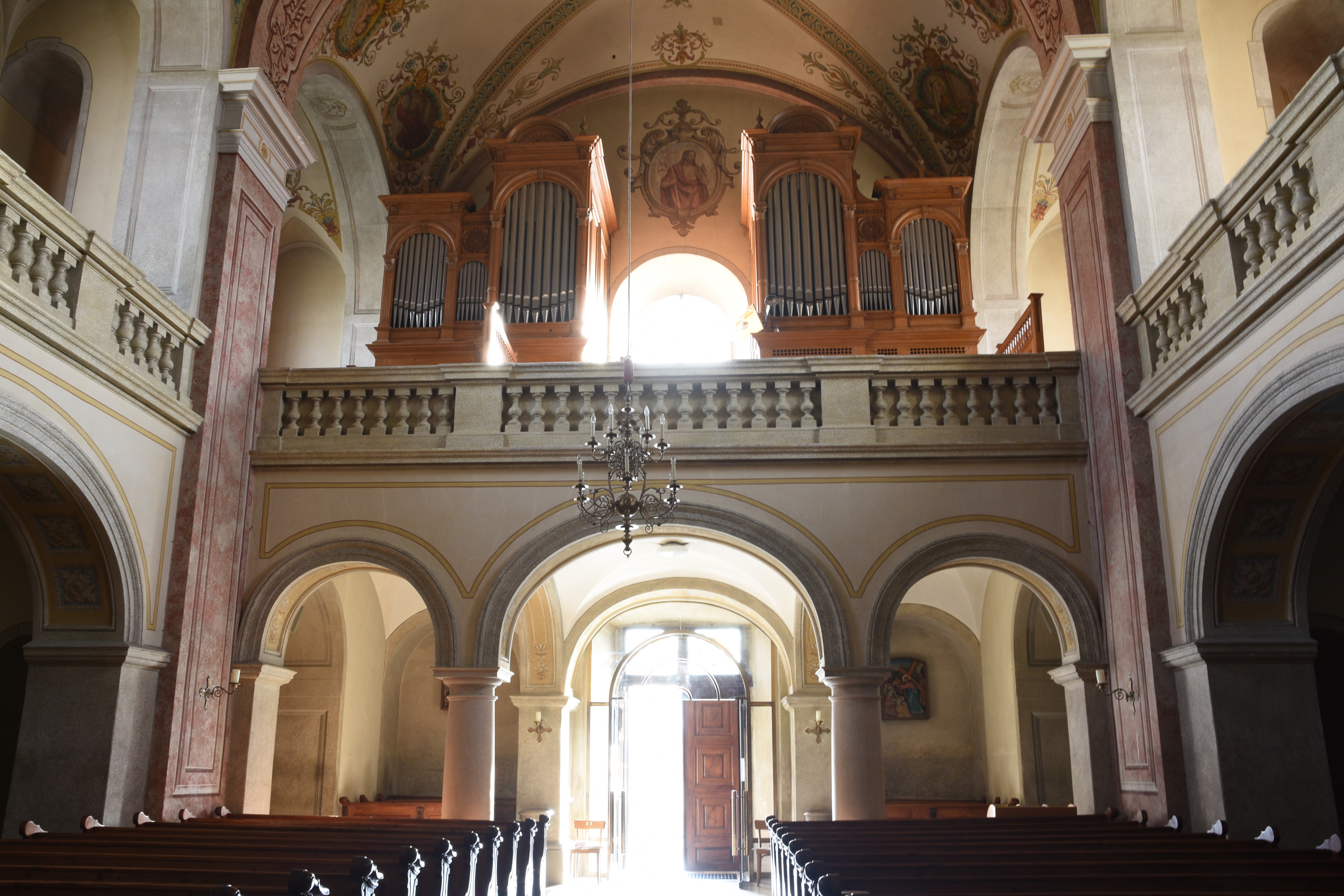
Langhaus, Blick zur Empore

Die römisch-katholische Pfarrkirche Heiligenkreuz am Waasen steht im Kirchweiler der Marktgemeinde Heiligenkreuz am Waasen im Bezirk Leibnitz in der Steiermark. Die dem Patrozinium Heiliges Kreuz unterstellte Pfarrkirche gehört zur Region Steiermark Mitte (Dekanat Graz-Land) in der Diözese Graz-Seckau. Die Kirche steht unter Denkmalschutz (Listeneintrag).

## Geschichte
Urkundlich wurde 1265 eine Kirche genannt. Der spätgotische Chor als heutige östliche Seitenkapelle entstand 1547. Vom barocken Langhaus mit zwei Jochen und zwei Seitenkapellen von 1684 ist nichts mehr erhalten. Der Baumeister Johann Georg Stengg errichtete 1746 den Westturm. Von 1891 bis 1894 erfolgte ein großer Umbau der Kirche im Stil der Neorenaissance durch Robert Mikovics. Die Kirche wurde 1955 außen und 1970 innen restauriert.

## Architektur
Der Kirchenbau zeigt ein genordetes Langhaus mit Chor und als östlichen Anbau den ehemaligen gotischen Chor mit abgetreppten Strebepfeilern und in dessen Achse westlich einen viergeschoßigen Turm.
Das Kircheninnere zeigt ein fünfjochiges Langhaus als Wandpfeilerkirche mit Emporen und Kreuzgratgewölben mit einem eingezogenen einjochigen Chor mit einem geraden Schluss. Der einjochige spätgotische Chor mit einem Fünfachtelschluss unter einem Rautengewölbe mit einem Schlussstein mit der Jahreszahl 1547 ist heute eine Seitenkapelle.

## Einrichtung
Der Hochaltar im Knorpelwerkstil aus der Mitte des 17. Jahrhunderts trägt zahlreiche Figuren, er wurde 1894 mit der Session mit drei Reliefs aus der regotisierten Stadtpfarrkirche in Maribor hierher übertragen.
Auf dem Schalldeckel der Kanzel steht eine fast lebensgroße Statue der hl. Kaiserin Helena, Mutter Konstantins des Großen. Von ihr heißt es, dass sie bei einer ihrer Pilgerreisen ins Heilige Land das Kreuz Christi auffand, nach dem die Kirche Heiligenkreuz am Waasen benannt ist.
In der gotischen Kapelle befindet sich ein Taufbecken mit der Figur des hl. Johannes Nepomuk. Die Orgel aus 1894 mit 24 Registern wurde von Konrad Hopferwieser aus Graz gebaut.
Eine Glocke goss Franz Anton Weyer 1721.